# Ministère de la Cybersécurité et du Numérique
Le ministère de la Cybersécurité et du Numérique (MCN) est un ministère du gouvernement québécois chargé de coordonner les actions des organisations gouvernementales québécoises dans les domaines de la cybersécurité et du numérique, proposer au gouvernement les grandes orientations à emprunter en la matière, déterminer les secteurs d’activités où le gouvernement entend agir en priorité et proposer au gouvernement des mesures en vue d’accroître l’efficacité de la lutte contre les cyberattaques et les cybermenaces au Québec.

## Historique
Le ministère est institué le 1er janvier 2022 en vertu de la Loi édictant la Loi sur le ministère de la Cybersécurité et du Numérique et modifiant d’autres dispositions, qui elle, est sanctionnée le 3 décembre 2021. 
Le projet de loi accorde au ministre de la Cybersécurité et du Numérique les responsabilités jusqu'alors dévolues à Infrastructures technologiques Québec notamment celle de fournir aux organismes publics des services en infrastructures technologiques et en systèmes de soutien informatiques communs. 
La première personne à occuper la fonction de ministre de la Cybersécurité et du Numérique est Éric Caire, jusqu'alors ministre délégué à la Transformation numérique gouvernementale.
En 2023, le ministère déploie le service d'authentification gouvernementale.

## Liste des ministres
| Titulaire       | Parti            | Début            | Fin             | Cabinet |
| --------------- | ---------------- | ---------------- | --------------- | ------- |
| Éric Caire      | Coalition avenir | 1er janvier 2022 | 27 février 2025 | Legault |
| Gilles Bélanger | Coalition avenir | 28 février 2025  | En fonction     | Legault |